# Сахновщинський краєзнавчий музей
Сахновщинський краєзнавчий музей — один з музеїв Харківської області, заснований у 1967 році. Експозиція знайомить з історією с. Сахновщина від найдавніших часів до наших днів.

## Історія музею
Сахновщинський краєзнавчий музей створений у 1967 році, розташований в центрі селища на території Сахновщинської гімназії. Практикує музей пересувні експозиційні виставки. Експонати районної музейної установи неодноразово демонструвалися в Харкові. На базі експозицій і виставок музею проводяться уроки пам'яті, зустрічі з відомими людьми, тематичні виховні години та інші культурно-освітні заходи.

## Опис музею
Загальна його площа становить 237 кв. м, площа експозицій — 208 кв. м. Експозиція комунального закладу «Сахновщинський краєзнавчий музей» відображає історію Сахновщинської сільської ради. В музеї містяться близько восьми тисяч музейних експонатів, з них основного фонду — 1935. Основні експозиційні відділи: «Наш край в далекому минулому», «Народна спадщина (етнографія)», «Буремні події ХХ століття: колективізація, Голодомори, Друга світова війна», «Повоєнний відбудовчий період. Розвиток сільськогосподарського виробництва і переробних підприємств», «Освіта і культура району», «Кімната Чорнобильської слави», «Відомі люди Сахновщинського краю».